# William Thomas Green Morton
Pour les articles homonymes, voir Morton.
 (juin 2018).
Si vous disposez d'ouvrages ou d'articles de référence ou si vous connaissez des sites web de qualité traitant du thème abordé ici, merci de compléter l'article en donnant les références utiles à sa vérifiabilité et en les liant à la section « Notes et références ».
William Thomas Green Morton (né le 9 août 1819 et mort le 15 juillet 1868) est un dentiste et chirurgien américain, responsable de la première démonstration publique réussie des qualités de l'éther en tant qu'anesthésique par inhalation.
Beaucoup le considèrent comme « l'inventeur et découvreur » de l'anesthésie, mais il ne fut pas le premier à utiliser l'éther pour anesthésie chirurgicale, utilisation que l'on pourrait attribuer à Crawford Williamson Long. Ses travaux furent décisifs dans toutes les disciplines médicales et scientifiques traitant de l'anesthésiologie.

## Biographie
Né à Charlton dans le Massachusetts, de l'union d'Edward J. Morton et d'Alice T. Holtorf, William Morton fait des études de dentisterie, puis s'associe avec un camarade d'étude, Horace Wells, pour ouvrir un cabinet à Boston. C'est un échec : Morton reste à Boston pour continuer la petite activité du cabinet, Wells repart pour Hartford, Connecticut, où il avait fait ses débuts professionnels.

### Utilisation du gaz hilarant
En décembre 1844, une grande démonstration des pouvoirs hilarants du monoxyde d'azote a lieu à Hartford, réunissant le gratin de la société locale. Horace Wells qui y assiste, est étonné de constater qu'un des volontaires s'étant blessé au genou pendant sa transe, il n'a cependant absolument rien ressenti. Il en déduit qu'à une dose suffisante, le gaz possède un pouvoir anesthésiant. Pour vérifier son hypothèse, Wells n'hésite pas à demander à un de ses confrères de lui extraire une dent saine sous inhalation de monoxyde d'azote. L'une des toutes premières interventions dentaires sous anesthésie a donc lieu le 11 décembre 1844 à Hartford et s'avère être un succès complet, son initiateur et cobaye n'ayant rien ressenti pendant l'extraction dentaire. Malheureusement pour lui et pour la médecine, Wells décide de passer immédiatement à l'utilisation pratique, sans expérimentations suffisantes sur les dosages appropriés, et ses démonstrations publiques, tant à Boston qu'à Hartford, sont des échecs. Découragé, il abandonne sa méthode et la dentisterie, devenant, entre autres, vendeur ambulant de canaris chanteurs.
Morton ayant assisté, à Hartford, en janvier 1845, à une démonstration ratée de son ancien associé, il est particulièrement intéressé par la suppression de la douleur liée à l'acte chirurgical car, ayant mis au point une nouvelle technique de pose des couronnes d'or sur dents abîmées, il a rapidement constaté que la douleur constituait, pour ses patients, un obstacle insurmontable .

### Utilisation de l'éther
Pour acquérir les connaissances scientifiques qui lui manquent, Morton s'inscrit à la Faculté de Médecine de Harvard et prend pension chez le Dr Charles Jackson un professeur de pharmacie qui lui signale les pouvoirs anesthésiants de l'éther en application de contact. Les résultats obtenus par Morton se révèlent positifs mais de trop courte durée, du fait de la volatilité du produit, pour obtenir réellement le but recherché : pouvoir abolir la douleur le temps nécessaire à une intervention chirurgicale.

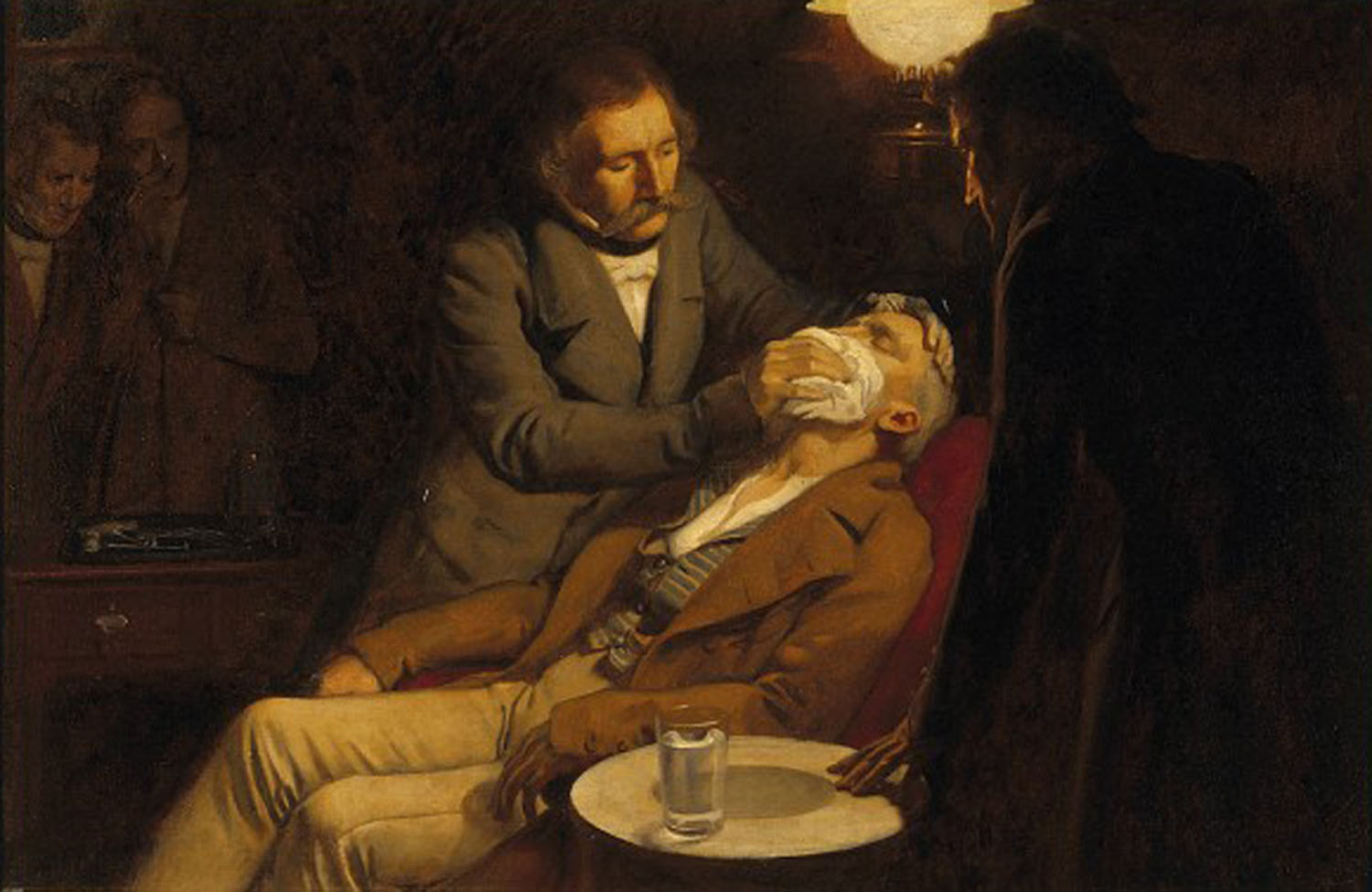
William Thomas Green Morton utilisant l'éther comme anesthésique en 1846.

Morton imagine alors d'utiliser le produit par inhalation selon la méthode utilisée par son ex-associé, Horace Wells, avec le gaz hilarant. Ayant compris qu'il ne fallait pas répéter les erreurs du passé et que l'expérimentation devait précéder l'utilisation, il conduit de sérieuses recherches bibliographiques qui lui permettent de cerner l'utilisation de l'éther par inhalation dans l'asthme, courante à l'époque, et, surtout, de retrouver les travaux antérieurs de Michael Faraday qui, en 1818, avait publié sur les propriétés « léthargiques  » de l'éther en inhalation. Ayant confié sa clientèle à un confrère pour se retirer à la campagne et mener pendant plusieurs mois des expérimentations animales, il revient à Harvard prendre l'avis du Dr Charles Jackson qui lui recommande, au vu de ses résultats mitigés, de n'utiliser que de l'éther très purifié.
Le jour même, le 30 septembre 1846, s'étant procuré un produit très pur, Morton réussit sa première extraction dentaire totalement indolore (une grosse molaire très cariée) sur un patient venu consulter en soirée. Le soir même il dépose un récit de l'événement, attesté par les deux témoins (le patient admiratif et son confrère remplaçant) à la rédaction du Boston Daily Journal, et, le lendemain matin, un brevet d'invention, dans l'intention de protéger sa découverte et d'en tirer les fruits financiers.

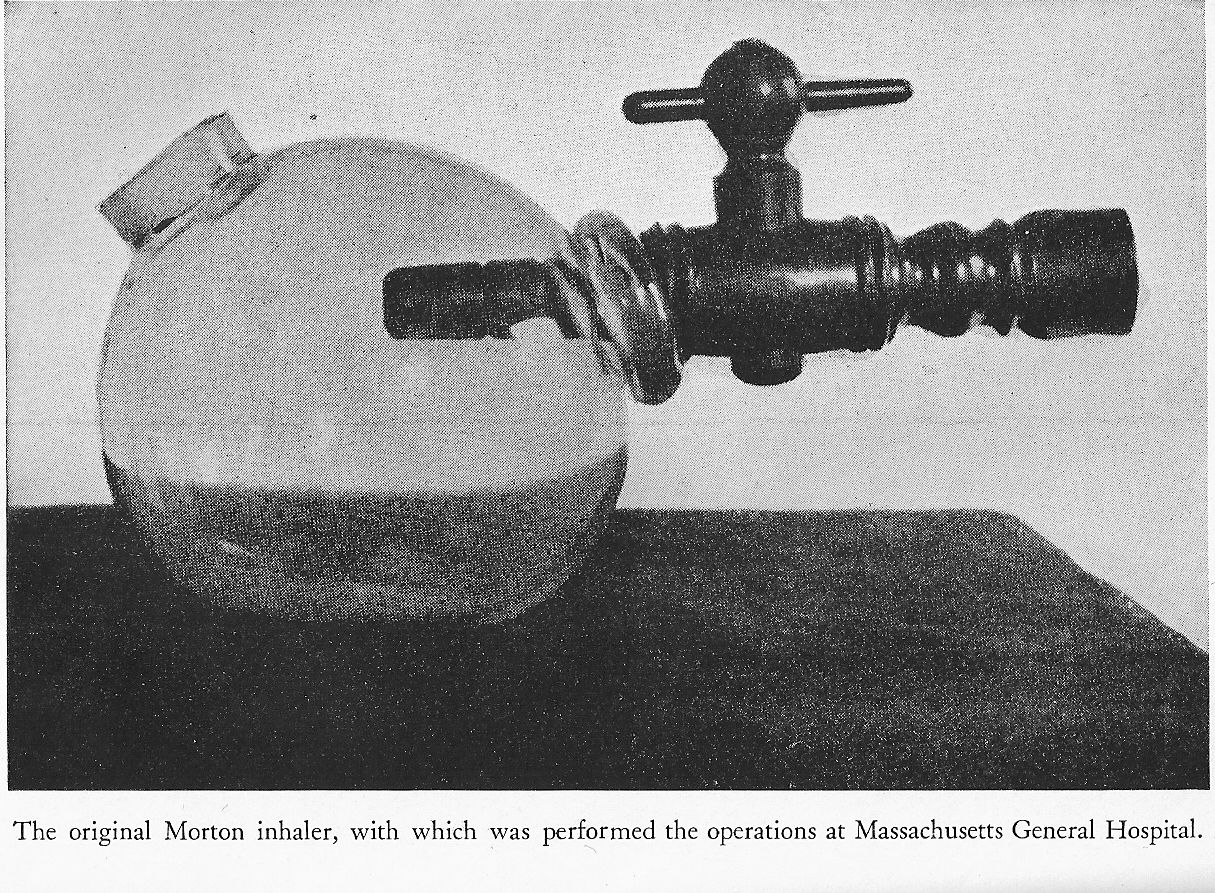
Inhalateur de Morton (1846).

Ce premier succès enregistré, Morton se trouve confronté à deux soucis. D'une part, il doit affronter un problème technique : prolonger l'action anesthésiante du produit, beaucoup trop courte quand on utilise une étoffe imbibée. Morton réussit à mettre au point et à faire fabriquer un inhalateur en verre de sa conception, pourvu d'une pièce buccale permettant au patient d'inhaler un mélange vapeur d'éther-air ambiant. 

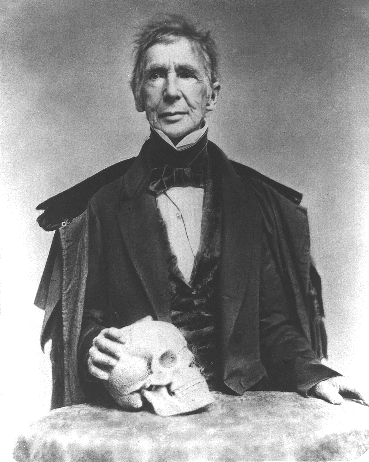
John C. Warren.

D'autre part, et surtout, Morton se heurte au refus total des médecins et chirurgiens de Boston d'expérimenter cette méthode nouvelle, inventée par un jeune dentiste non médecin. Seul le Dr John C. Warren, un chirurgien confirmé, fondateur et ancien directeur du Massachusetts General Hospital accepte de réaliser, le 16 octobre 1846, devant un amphithéâtre comble, l'ablation d'une tumeur superficielle sur le jeune Gilbert Abbott. La Massachusetts Medical Society, au nom de l'éthique médicale, interdit alors à Warren et à l'hôpital de poursuivre l'utilisation de la méthode du dentiste, la nature commerciale du brevet déposé n'étant pas compatible avec la dignité médicale.

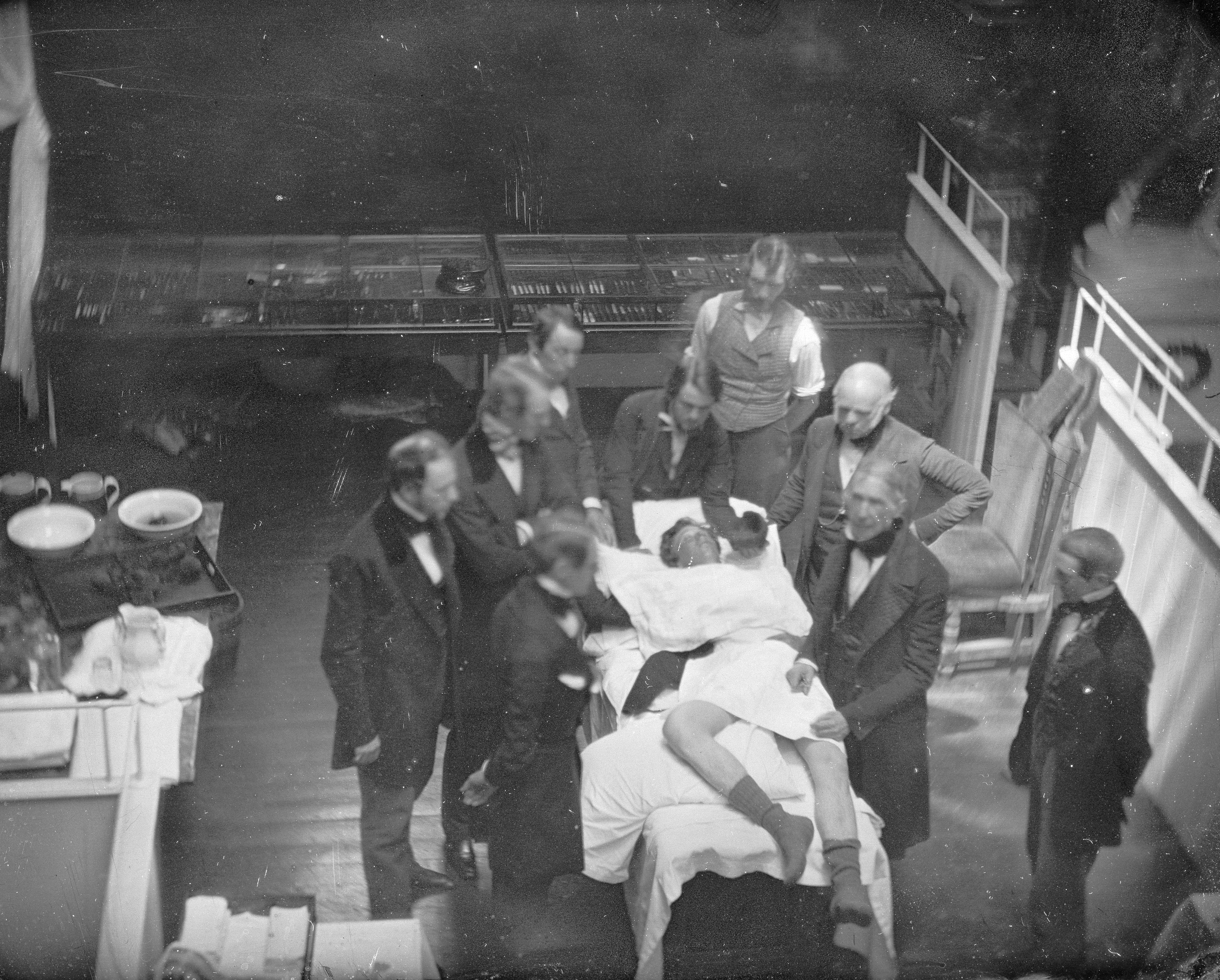
Intervention chirurgicale de Dr. Warren - 6 Juli 1847 (quelques mois plus tard de Abbott chirurgie). Anesthésie par Bigelow.

Le Dr Warren ayant programmé une grande intervention chirurgicale (amputation d'une jambe chez une jeune fille de 18 ans) pour le 7 novembre 1846, devant un amphithéâtre bondé par les praticiens de Boston et des environs, le président de la Boston Medical Society persistant dans son refus d'autoriser l'intervention, William Morton, pour lever cet obstacle, renonce publiquement à tous ses droits sur sa découverte. Devant un public houleux et excité par plus d'une heure de retard, le président de la Boston Medical Society déclare alors officiellement : « Le médicament qui va être utilisé pour endormir la patiente est dorénavant la propriété de la Science. Avec l'accord de la Faculté de Boston, la patiente va inhaler un produit vaporeux pour faire disparaître les douleurs de l'intervention. Le fluide utilisé est de l'éther sulfurique ». L'intervention est achevée en quelques minutes par le Dr Warren, la patiente, bientôt réveillée, s'étonnant qu'elle soit déjà terminée.
La nouvelle méthode se répand alors aux États-Unis, puis en Europe et au-delà. Dès la fin de décembre 1846, la première amputation sous anesthésie est réalisée à Londres par le Dr Robert Liston de l'University College Hospital. À Paris, sous l'impulsion du Bostonien résidant Willis Fischer, même les plus farouches adversaires de l'inhalation gazeuse, comme Velpeau et Roux, finissent par être convaincus, et la nouvelle méthode est appliquée dès janvier 1847. Il en est de même en Allemagne où la première amputation indolore est réalisée le 24 janvier 1847 par le Pr. Heyfelder.
Morton meurt le 15 juillet 1868, à l'âge de 48 ans, à New York (où l'avait amené une énième tentative pour défendre son rôle de pionnier), d'un accident vasculaire cérébral aigu, rejeté par son pays et ses pairs, méprisé par son gouvernement et trois présidents successifs des États-Unis, dans une misère financière et morale totale, laissant une femme et cinq orphelins sans toit.

### Paternité du procédé
Considéré par certains comme le véritable inventeur de l'anesthésie à l'éther, Crawford Long, effectua, le 30 mars 1842, l'ablation d'une petite nodosité superficielle du cou sur la personne de James Venable en utilisant de l'éther sur un mouchoir, puis quelques jours plus tard l'amputation d'un doigt suivant la même méthode. Isolé dans une petite agglomération rurale (Jefferson, Géorgie), ses pratiques médicales « secrètes et mystérieuses » lui attirèrent rapidement la suspicion de plus en plus haineuse de ses concitoyens. Voyant fondre sa clientèle et croître l'animosité à son encontre, il abandonna totalement et définitivement son utilisation de l'éther. La rumeur de l'événement privé ne dépassa pas les environs de Jefferson, et les essais de Long, qui ne s'accompagnèrent d'aucune publication médicale à l'époque, n'eurent strictement aucun rôle dans l'histoire de la médecine et de l'anesthésie, même s'il essaya par la suite de s'associer à la gloire de Morton en publiant, en 1849, le récit de ses deux essais sans lendemain.

### Filmographie
- The Great Moment (Le grand moment), est un film produit par la Paramount Pictures en 1944, écrit et réalisé par Preston Sturges et inspiré de la vie de Morton.